# Marie-Luise Smeets
Marie-Luise Smeets (* 27. Februar 1936 in Düsseldorf), meistens Marlies Smeets genannt, ist eine ehemalige deutsche Kommunalpolitikerin der SPD. Sie war von 1994 bis 1999 Oberbürgermeisterin von Düsseldorf.
Marlies Smeets absolvierte nach der mittleren Reife ab 1954 bei der Rheinbahn als erste Frau eine Berufsausbildung zur Industriekauffrau und trat 1955 in die SPD ein. Von 1969 an war sie 35 Jahre lang Mitglied des Düsseldorfer Stadtrates. 1984 übernahm sie hier den Vorsitz der SPD-Fraktion. 1989 wurde sie neben zwei CDU-Vertretern eine von drei ehrenamtlichen Bürgermeistern ihres Parteifreundes und Oberbürgermeisters Klaus Bungert. Nach der Kommunalwahl in Nordrhein-Westfalen 1994 wählte sie die erstmals gebildete rot-grüne Koalition im Stadtrat als Nachfolgerin Bungerts und erste Frau in diesem Amt zur neuen Oberbürgermeisterin von Düsseldorf.
1999, bei der nach einer Wahlreform erstmals in Düsseldorf ausgetragenen Direktwahl um das ab nun hauptamtliche Oberbürgermeisteramt, verlor sie dieses in einer notwendigen Stichwahl um nur 2300 Stimmen an Joachim Erwin (CDU). Smeets wurde daraufhin wieder, wie schon 1989 bis 1994, ehrenamtliche Bürgermeisterin. Zur Kommunalwahl 2004 trat sie aus Altersgründen nicht mehr an und schied aus allen Ämtern. Kurze Zeit danach ernannte der Stadtrat sie zur „Ehren-Oberbürgermeisterin“.

## Auszeichnungen
- 1983 – Bundesverdienstkreuz am Bande
- 1994 – Jan-Wellem-Ring der Stadt Düsseldorf für 25 Jahre Mitgliedschaft im Rat der Stadt Düsseldorf
- 1998 – Bundesverdienstkreuz erster Klasse
- 2004 – Der Rat der Stadt Düsseldorf ernennt sie am 16. Dezember 2004 zur „Ehren-Oberbürgermeisterin“
- 2007 – Verdienstorden des Landes Nordrhein-Westfalen